# IC 2548
IC 2548 је спирална галаксија у сазвјежђу Шмрк (Пумпа) која се налази на листи објеката дубоког неба у Индекс каталогу.
Деклинација објекта је - 35° 13' 47" а ректасцензија 10h 7m 54,9s. Привидна величина (магнитуда) објекта IC 2548 износи 13,1 а фотографска магнитуда 13,9. IC 2548 је још познат и под ознакама ESO 374-37, MCG -6-23-1, AM 1005-345, PGC 29461.